# Penha
Penha és un tradicional barri de la Zona Nord de Rio de Janeiro, pertanyent la Zona de la Leopoldina. Limita amb els barris Penha Circular i Olaria.
El barri té aproximadament 100.000 habitants i fa referència a la cèntrica Església de la Penha, construïda dalt d'una roca.
Dintre del barri hi ha el Complexo da Penha, que és un aglomerat de tretze faveles: Morro de la Fe, Morro da Paz, Cidade nova, Kelsons, Sereno, Caixa d'água, Caracol, Chatuba, Grotão, Parque Proletário, Vila Cruzeiro, Merendiba i Quatre Bicas. Es el conjunt més gran de faveles de Rio, i un dels més violents complexos de faveles de Rio, amb una població d'aproximadament 100.000 habitants en una extensió territorial de 580 mil metres quadrats.
El barri de Penha es va construir al voltant de Cortume Carioca, una indústria tèxtil instal·lada en la regió. Aquest és un barri predominantment residencial, amb el seu centre comercial localitzat en els Carrers dels Romeiros i Plínio d'Olivera, regió on es troben gran oferta d'establiments comercials i mitjans de transport diversos.

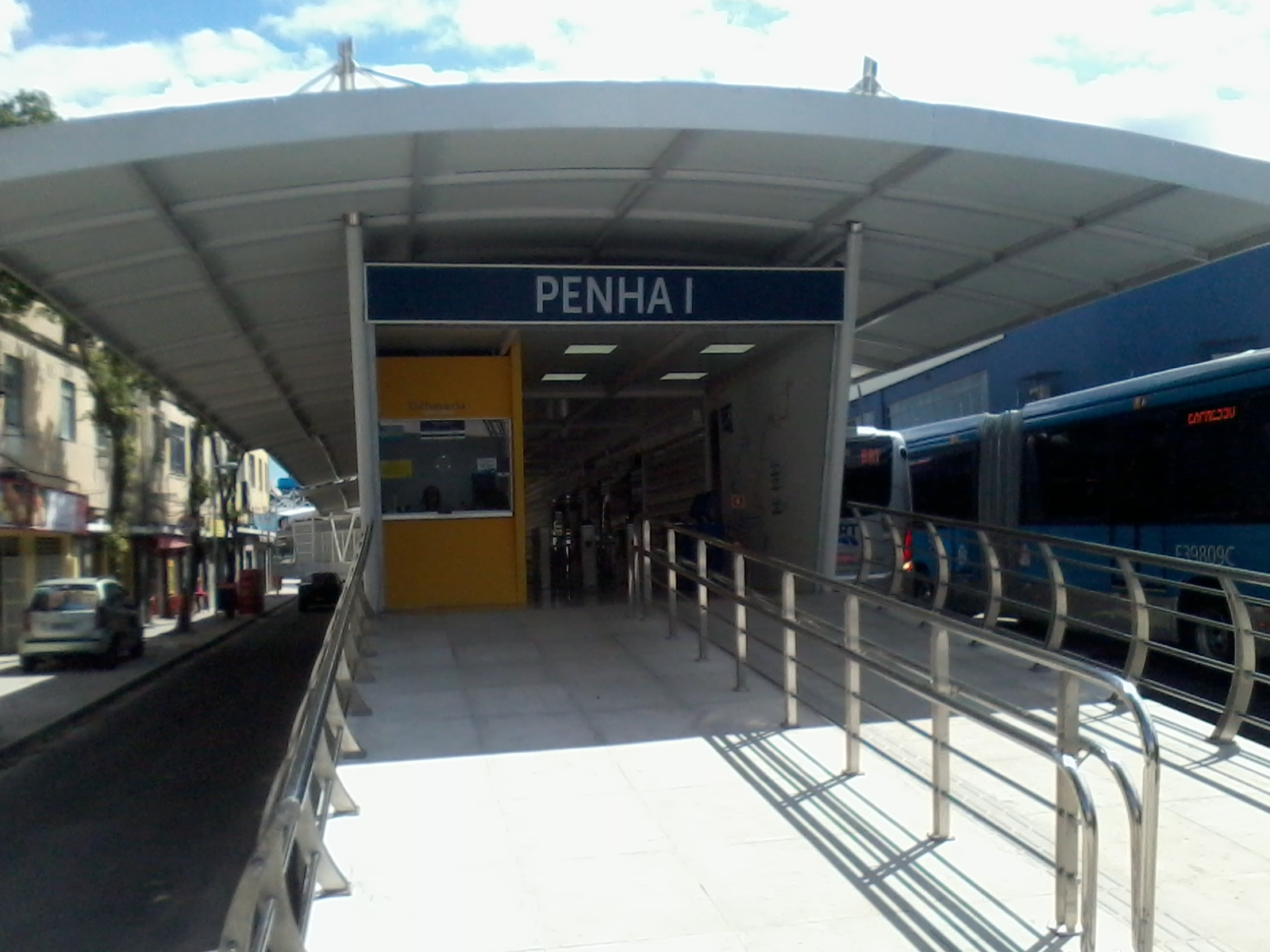
Estació BRT de la Transcarioca

En el barri també passa la BRT Transcarioca, facilitant l'accés a l'Aeroport Internacional de Rio de Janeiro / Galeão – Antônio Carlos Jobim, a l'Illa del Governador i a la Terminal Alvorada a Barra da Tijuca, passant per l'estació del metro de Vicente de Carvalho, on s'integra amb el Metro Rio.
Del barri van sorgir els jugadors de futbol Gonçalves, el porter Julio Cesar, Athirson i Adriano.
En els mesos d'octubre i novembre té lloc la Festa de la Penha (en l'inici del segle xx, el primer samba gravat "Pelo Telefone" de Donga va ser llançat en aquesta festa) en el camí de pujada a l'Església da Penha (al costat del Parque Shangai. Una festa acolorida, amb les seves barraquinhas, músiques, venda de records religiosos i alimentació típica, recordant una barreja de cultura nordista amb folklore caipira (Festa Junina), però mantenint sempre un aire religiós.
Tots el diumenges d'octubre, durant la Festa da Penha, capoeiristes de la regió realitzen una de les més tradicionals i famoses rodes de Capoeira del món. A Roda da Penha, que durant tota la seva història sempre ha comptat amb la presència d'il·lustres artistes.

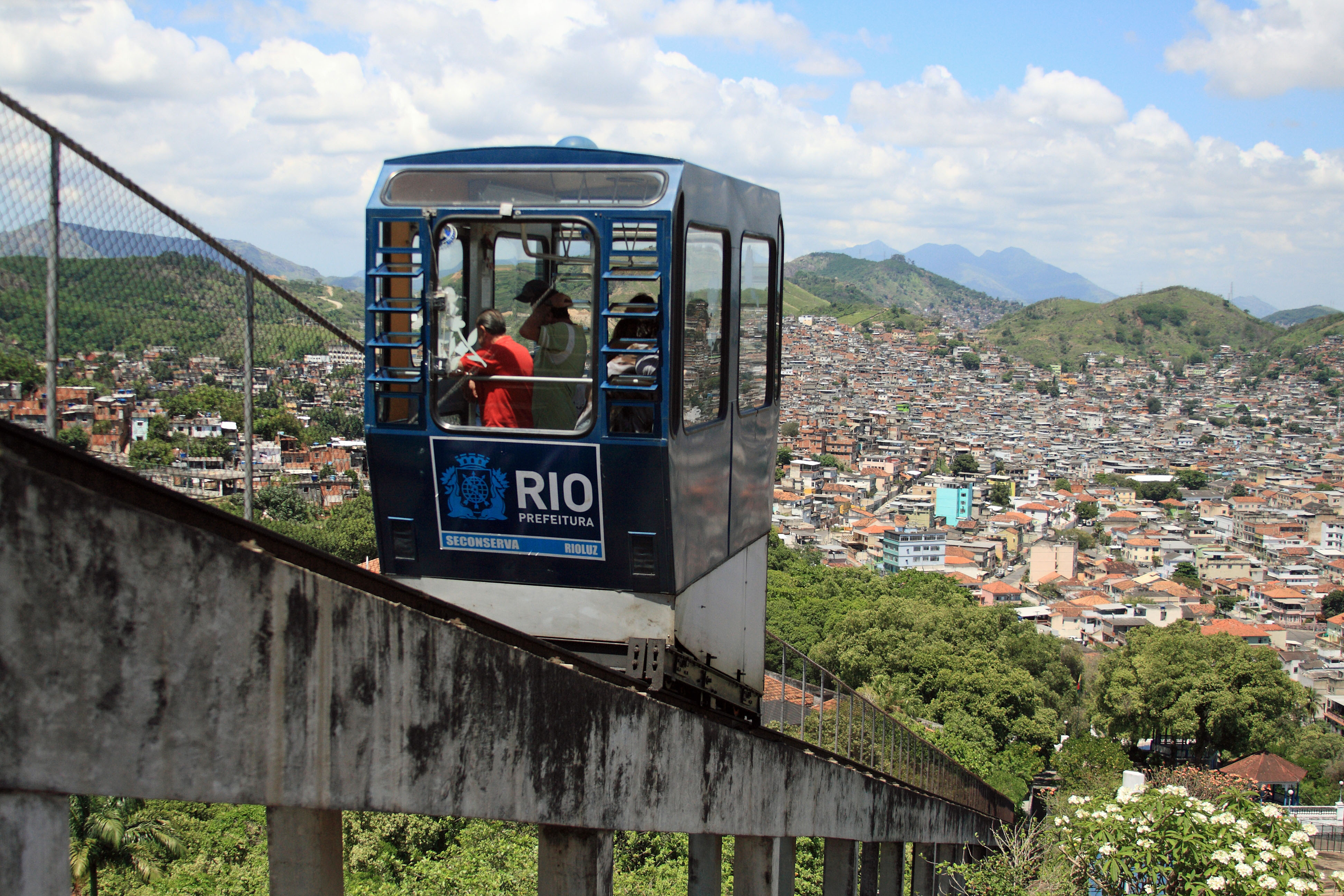
Pla inclinat de l'Església de la Penha inaugurat el juny de 2012

## Història

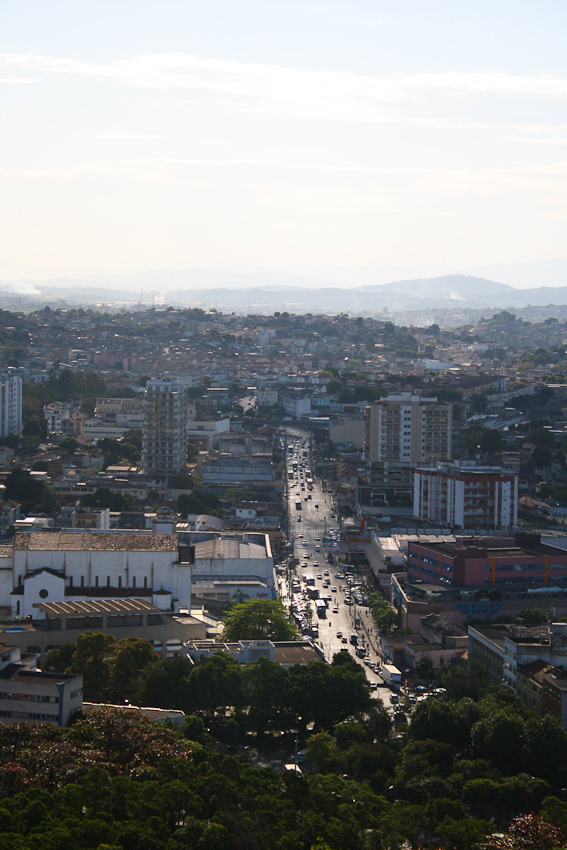
Avinguda Brás de Pina vista des de l'Església da Penha.

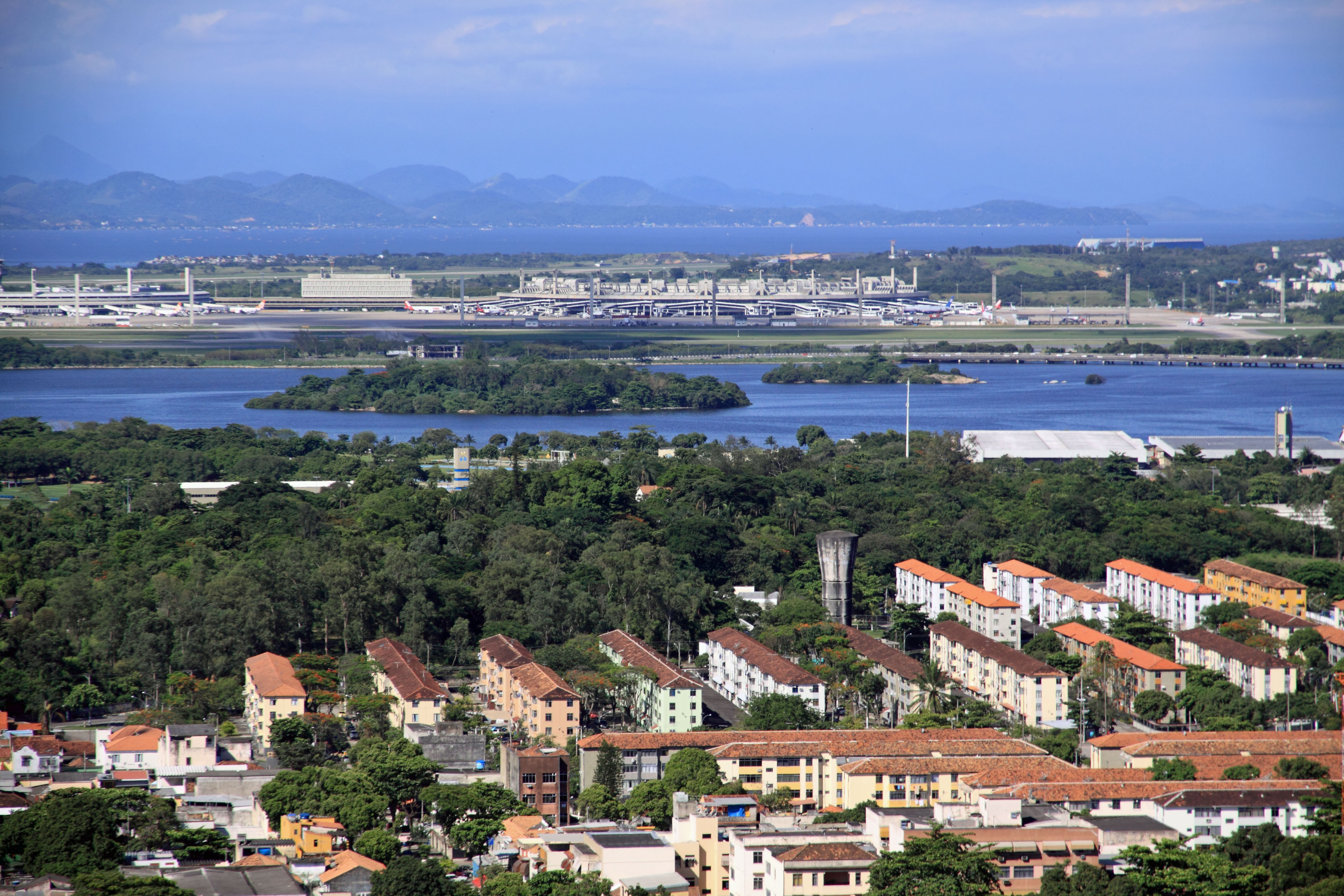
Aeroport de Galeão vist de l'Església da Penha

Inicialment, Penha tenia una zona de platja, a prop del manglar del Saco do Viegas (a l'altura dels viaductes Lobo Júnior i Luzitânia). La zona era anomenada "MARIANGU", nom indígena d'una au abundant la Badia de Guanabara. Aquí hi va sorgir Porto de “Maria Angu” del qual partien embarcacions per al centre del Rio colonial. Bona part del litoral de la Penha era compost per un gran manglar, fins que es van fer els grans i successius abocadors, intensificats a final de la dècada de 1950 i començament dels anys 60. Avui, la zona de platja de la Penha pertany a la Marina de Brasil, i la platja da Moreninha i comunitat de pescadors (avui aquest mateix lloc és conegut com a favela da Kelson's o favela da moreninha) pertanyen a Penha Circular.
L'assentament del barri da Penha es va fer en virtut de la construcció de l'Església de la Penha, santuari situat en el damunt d'un turó de roca, en l'estació del suburbi del Ferrocarril Leopoldina.
La construcció del temple data de 1635, pel capità Baltasar de Abreu Cardoso, senyor abastado (home influent de la ciutat), propietari d'una gran quinta on es trobava la roca. Les seves terres, segons indica Vivaldo Coaracy en la seva obra "O Rio de Janeiro no século 17" (p. 84), li van ser concedides per sesmaria el 1613. Per a Coaracy, "la devoció dels primitius habitants de Rio multiplicava capelles i ermites consagrades a la Verge Maria sota diverses invocacions, i als sants de culte més popular". Baltasar Cardoso va decidir aixecar una capella dalt del morro situat en les seves terres i, el 1635, hi va construir un petit temple que va ser l'origen de l'Església de Nossa Senhora da Penha, que va donar posteriorment nom al barri.
No gaire lluny, una altra capella va ser aixecada més o menys per la mateixa època: la de Santo António de Lisboa a l'Engenho da Pedra; no és coneguda la data exacta de la seva fundació però existeix en els llibres de la freguesia el registre d'un bateig celebrat el 1638.
L'ocupació del barri de la Penha es va fer el 1670, quan l'Església da Penha va ser ampliada i, cinc anys més tard, amb la inauguració de la seva llarga escala - que diuen que té 365 graons -, va facilitar l'accés dels pelegrins, que amb devoció pujaven, gastant genolls, pagant promeses, rescatant pecats, salvant ànimes.
A finals del Segle XIX, l'anomenada Línia del Nord del Ferrocarril Leopoldina va arribar a la Penha i, a l'inici del Segle XX, va ser el torn del bonde elèctric. L'oferta de transport només va fer augmentar encara més el nombre de pelegrins en la regió.
El dia 22 de juliol de 1919, el barri de Penha es va separar de la Freguesia d'Irajá, a partir del Decret nº 1376.
El 1920, del costat oposat a l'Església, va ser implantat el Curtume Carioca, que amb la seva xiulada característica, cridava al treball, una indústria d'adoberia, pells i comerç de cuirs i similars, amb una construcció en estil modernista. Marcant el camí de l'Estació Ferroviària fins a la seva porta, van ser plantades palmeres imperials.
L'Hospital Estadual Getúlio Vargas, fundat el 3 de desembre de 1938, i el Parc Ary Barroso es troben en un terreny donat per la família del pioner Lobo Júnior, conegut com a Chácara (granja) das Palmeiras.
Reconegut el seu valor històric i cultural per a la Ciutat, en el mes de juny de 1990, l'Església da Penha va ser catalogada mitjançant el Decret Municipal nº 9413 de 1990.
La retracció del mercat, pel sorgiment de productes sintètics i per la crisi econòmica viscuda per les indústries nacionals, les activitats del Cortume van tancar el 1990. L'epíleg de la història del Cortume Carioca va tenir lloc el 1998, quan va ser decretada la fallida.
La zona on avui es troba el Complex de Favelas de Penha és, en part, terreny de l'Església de la Penha. No obstant això, en la dècada de 60, l'església va resoldre donar definitivament als habitants del lloc, patint, des de llavors, una ocupació desordenada. Amb el temps, diverses faveles menors van anar sorgint i fusionant-se, també amb faveles de barris veïns, generant el complex.
Va sorgir a la fi dels anys 30, amb la política promoguda per l'Estado Novo de Getúlio Vargas, d'eliminació de comunitats necessitades i precàries localitzades en barris més cèntrics de Rio i substituïdes per àrees encara no edificades dels suburbis. Van ser creats les Viles i Parcs Proletaris, incloent el Parque Proletário da Penha. Hi van ser aixecats pel govern habitatges "provisionals" de fusta i amb àrees comunes, com banys compartits. Les famílies mogudes eren assentades, a títol provisional, fins que el govern lliurés apartaments finançats a interessos baixos.
Fins als anys 70, els habitants tenien prohibit pel govern (i vigilats) aixecar cases d'obra en lloc dels antics "habitatges provisionals" de fusta, o construir banys individuals per a cada unitat. L'energia elèctrica era "revenguda" als habitants per la Comissió de Llum, una espècie d'associació que existia en la major part de les faveles carioques de llavors, que cobrava dels habitants un valor per la llum molt més alt del que cobrat per la Light. Els anys 80, la major part dels habitatges van passar a ser d'obra, l'oferta en les escoles va ser ampliada i va haver una relativa millora en els serveis bàsics, no obstant això de forma precària.
Avui, el barri de Penha es troba en un ampli creixement econòmic i social. Estan sorgint diverses empreses immobiliàries residencials i comercials. Amb l'aprovació del consistori, va canviar dràsticament el pla i va incentivar les construccions d'edificis de fins a vuit pisos, abans era de com a molt cinc pisos. Un nou paquet urbanístic va canviar el patró de construcció en la Penha i en barris veïns. L'objectiu era estimular la recuperació econòmica, el que va suposar l'increment dels preus dels immòbils. Amb això, està sorgint un nou perfil comercial en el barri.

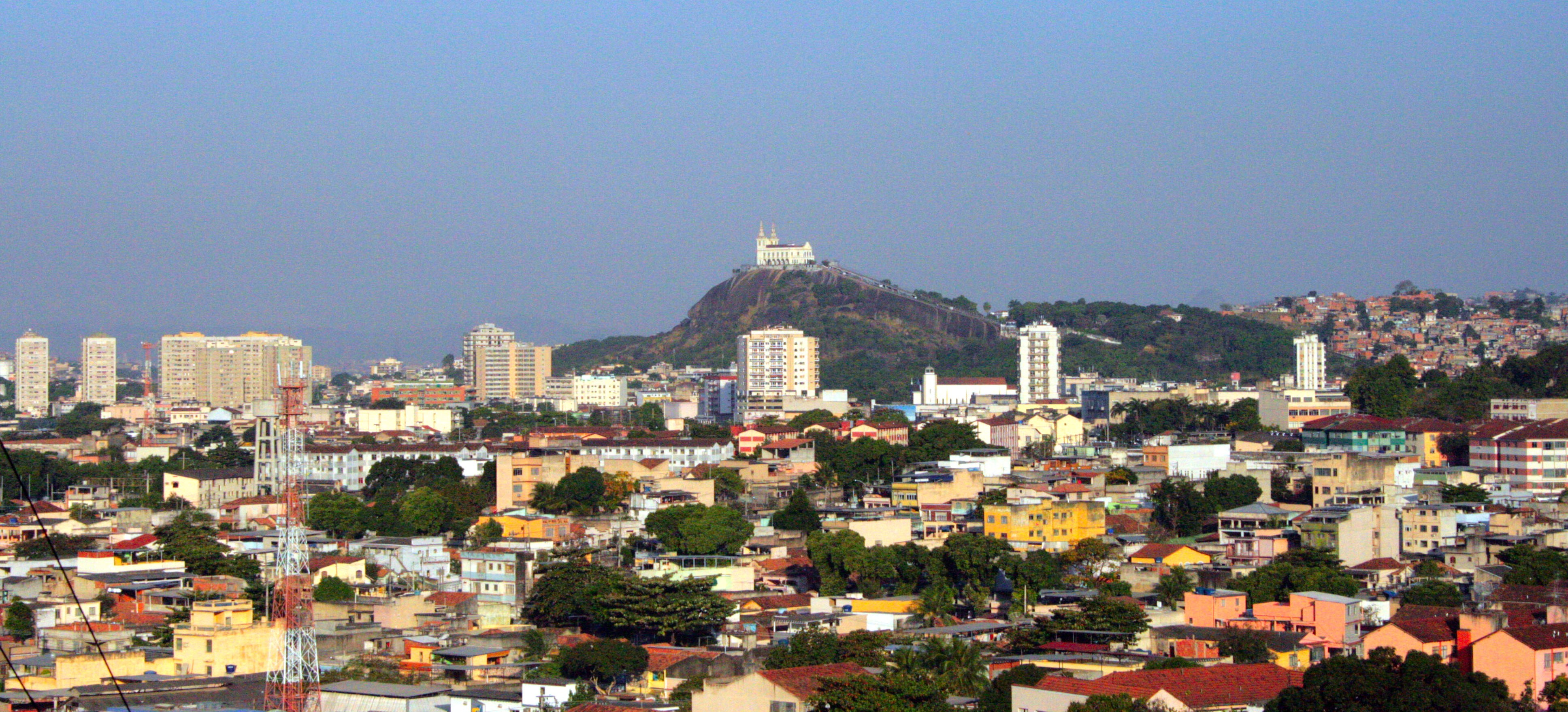
Vista del barri de Penha i d'Església de Nossa Senhora da Penha de França.